# Pleurothallis praecipua
Pleurothallis praecipua är en orkidéart som beskrevs av Carlyle August Luer. Pleurothallis praecipua ingår i släktet Pleurothallis och familjen orkidéer. Inga underarter finns listade i Catalogue of Life.